# Gatunki alochroniczne
Gatunki alochroniczne, gatunki allochroniczne to dwa lub więcej gatunków występujących w historii Ziemi w odmiennych przedziałach czasowych, a więc nie jednocześnie, jak to ma miejsce w wypadku gatunków synchronicznych.